# Back Dorm Boys
Die Back Dorm Boys (chinesisch 後舍男生 / 后舍男生) sind ein männliches Mandopop-Duo aus der Volksrepublik China, die durch ihre Podcasts und Kurzfilme bekannt wurden, in denen sie Lieder der Backstreet Boys und anderer Popstars playback singen. Sie sind auch unter den Namen Back Dormitory Boys, Chinese Backstreet Boys, Dormitory Boys, Two Chinese Boys und Houshe Boys bekannt. Ihre Videos, die sie in ihrem Studentenwohnheim mit Hilfe einer einfachen Webcam aufnahmen, stellten sie ins Internet. Sie wurden vor allem bei Internet-Benutzern in China sehr populär. Sie lösten ein sogenanntes Internet-Phänomen aus, indem zahlreiche Internauten sie parodierten und eigene Podcasts ins Web stellten.

## Personen
Die zwei Hauptakteure sind Wei Wei (韋煒 / 韦炜) (* 18. Oktober 1982, 189 cm) und Huang Yi Xin (黃藝馨 / 黄艺馨) (* 16. November 1982, 173 cm). Sie hatten sich 1998 beim Malen kennengelernt, gingen zusammen an dieselbe Mittelschule und ans College. Später studierten sie Bildhauerei am Kunstinstitut der Universität Guangzhou, wo sie aus Spaß ihre ersten Videos aufnahmen. Huang Yi Xin war Vorstandsmitglied der Studentenorganisation. Ihr Studium schlossen sie im Juni 2006 ab. Eines ihrer Schlussprojekte war, lebensgroße Skulpturen ihrer selbst zu schaffen. Viele Fans kennen die Namen der Back Dorm Boys nicht. Wei Wei wird oftmals bloß „der Große“ und Huang Yi Xin „der Kleine“ genannt.
In den meisten Videos sitzt Wei Wei vom Zuschauer aus gesehen auf der rechten und Huang Yi Xin auf der linken Seite. In frühen Videos trägt Huang Yi Xin einen Gips am linken Arm. Auf den meisten Videos ist noch ein dritter „Dorm Boy“ sichtbar, Xiao Jing (* 18. Juli 1984, 170 cm). Während Wei Wei und Huang Yi Xin im Vordergrund auftreten, spielt er oftmals das Computerspiel Counter-Strike im Hintergrund. Normalerweise sitzt er mit dem Rücken zur Kamera und man sieht sein Gesicht nur selten. Gelegentlich kriegt er auch eine Rolle. So zum Beispiel im Video zum Lied „Da Da Da“ der deutschen Band Trio, wo er aufsteht und einen Karton-Fußball in die Luft hält, den Huang Yi Xin wegkickt.

## Verbreitung
Ihr Bekanntheitsgrad war anfänglich vor allem in China sehr hoch. Über Websites wie YouTube und Google Video verbreiteten sich ihre Filme schnell auch in andere Teile der Welt und regten unzählige Webcam-Benutzer zur Nachahmung an.
In den USA wurden sie ab Oktober 2005 durch populäre Fernsehsendungen wie der The Ellen DeGeneres Show bekannt. Unter anderem wurden sie in der Erstausgabe der NBC-Fernsehserie Heroes parodiert, wo zwei Asiaten in roten Basketball-Jerseys in einem Pub den Backstreet-Boys-Song I Want It That Way sangen.

## Kommerzielles
Auf Grund ihrer großen Beliebtheit wurden die BDBs bald von der Wirtschaft entdeckt. So wurden sie unter anderem von Firmen wie Motorola und Pepsi für ihre Werbekampagnen engagiert.
Motorola: Um den Verkauf ihrer Mobiltelefon-Geräte im Markt China zu fördern, lancierte Motorola ab August 2005 einen Playback-Video-Wettbewerb. Die Kampagne wurde mit dem Video „Radio in My Head“ der damals schon populären Back Dorm Boys eröffnet und richtete sich an junge Erstkunden. Potentielle Kunden konnten ihre eigenen Playback-Videos auf eine spezielle Website stellen und über die beste Darbietung konnte man abstimmen. Die Beteiligung war sehr groß. Am 28. Juni 2006 wurde Motorola bei den „Asian Marketing Effectiveness Awards 2006“ in Hongkong mit Gold ausgezeichnet. Die Back Dorm Boys waren an diesem Erfolg wesentlich beteiligt.
Pepsi: Pepsi engagierte die BDBs für die „Pepsi Creative Challenge“ – und mit dem Lied „Da Da Da“ für ihre „Mydadada“-Kampagne. Zusammen mit dem Popstar Nicolas Tse erschienen sie auch in einem TV-Werbespot für Pepsi Max.
Trmusic: Im Februar 2006 nahm sie Taihe Rye Music Co., Ltd. (Trmusic) unter Vertrag.
sina.com: Sie unterzeichneten auch einen Werbevertrag bei sina.com, einem der größten chinesischen Internetportale. Auf Sina.com betreiben sie ihren eigenen Blog in chinesischer Sprache. Mit dem Titel „Dormitory Boys“ gibt es auf Blogger.com zwar einen englischsprachigen Blog, vermutlich wird der aber nicht von Wei Wei und Huang Yi Xin geführt.